# مایک کانرز
مایک کانرز (انگلیسی: Mike Connors؛ با نام اصلی گریگور اوهانیان (به انگلیسی: Krekor Ohanian) زادهٔ ۱۵ اوت ۱۹۲۵ - درگذشته ۲۶ ژانویه ۲۰۱۷) یک هنرپیشه آمریکایی ارمنی‌تبار بود. مایک در ۲۶ ژانویه ۲۰۱۷ در سن ۹۱ سالگی درگذشت.
وی بین سالهای ۱۹۵۲ تا ۲۰۰۷ میلادی به طور جدی مشغول فعالیت بود.
او شش بار توانست نامزدی گلدن گلوب را کسب کند و یک‌بار برای بازی در سریال «منیکس» این جایزه را از آن خود کرد.
کانرز تا سال ۲۰۰۷ و با بازی در سریال «دو نفر و نصفی» همچنان به فعالیت خود ادامه داد.

## زندگی شخصی
کانرز در ۱۰ سپتامبر سال ۱۹۴۹ با مری لو ویلی زمانی که هردو دانشجوی UCLA بودند، ازدواج کرد.
حاصل این ازدواج یک پسر به نام متیو گونار اوهانیان و یک دختر به نام دانا لی کانرز است. متیو در سن ۱۵ سالگی به اسکیزوفرنی مبتلا شد. متیو قبل از پدرش در سال ۲۰۰۷ بر اثر نارسایی قلبی درگذشت. کانرز از طریق دختر خود دانا، صاحب یک نوه شد.
پس از تشخیص بیماری پسرش، کانرز در سازمان‌های خیریه برای بیماران مبتلا به اختلالات روانی شروع به فعالیت کرد. او سخنگوی اتحاد ملی بیماری‌های روانی بود، در سال ۱۹۹۸، کمیته مرکز تصویربرداری مغز کالج UC جایزه روبان نقره را به کانرز به دلیل مشارکت‌هایش اعطا کرد.
کانرز یک جمهوری‌خواه بود، او در سال‌های ۱۹۸۰ و ۱۹۸۴ از رونالد ریگان برای ریاست جمهوری حمایت کرد و در سال‌های ۱۹۸۲ و ۱۹۸۶ از جرج دکمجیان برای فرمانداری کالیفرنیا حمایت کرد.

## شغل

### نقش‌های اولیه
فعالیت سینمایی کانرز در اوایل دهه ۱۹۵۰ آغاز شد، زمانی که او اولین بازیگری خود را در نقش مکمل در کنار جوآن کرافورد و جک پالانس در فیلم هیجان انگیز ترس ناگهانی (۱۹۵۲) انجام داد. او در ابتدا توسط جوزف کافمن تهیه‌کننده به دلیل عدم تجربه اش برای تست بازیگری رد شده بود، اما پس از ورود مخفیانه به ریپابلیک پیکچرز و ملاقات با کارگردان دیوید میلر، به کانرز فرصت داده شد تا فیلمنامه را بخواند و به او پیشنهاد شد. en:Mike Connors#cite note-FOOTNOTEWeaver200320–21-12
کانرز در فیلم جان وین، جزیره ای در آسمان که در آن نقش خدمه یکی از هواپیماهای جستجو و نجات را بازی می‌کرد، انتخاب شد. در سال ۱۹۵۶، او نقش یک گله دار عمالقی را در ده فرمان سسیل بی. دمیل بازی کرد.
کانرز در مجموعه‌های تلویزیونی متعددی ظاهر شد، از جمله نقش همبازی در قسمت ۱۹۵۵ «توماس و بیوه» از مجموعه گلچین مرزی. او به عنوان مهمان در کمدی‌های اولیه، هی، جنی! و The People's Choice و در دو درام جنایی راد کامرون، کارآگاه شهر و سرباز دولتی با مضمون وسترن، و نقش شرور را در قسمت اول فیلمبرداری شده (اما قسمت دوم پخش شده) سریال موفقیت‌آمیز ABC ماوریک، مقابل جیمز گارنر در سال ۱۹۵۷، بازی کرد. en:Mike Connors#cite note-Lentz 2018-14
کانرز در چندین فیلم اولیه که راجر کورمن کارگردانی کرد، ایفای نقش کرد: پنج اسلحه غرب (۱۹۵۵)، روز پایان جهان (۱۹۵۵)، زنان مرداب (۱۹۵۶)، و زن اوکلاهاما (۱۹۵۶). کانرز در فیلم Flesh and the Spur (1956) بازی کرد و تهیه‌کننده اجرایی آن بود. او ۱۱۷۰۰۰ دلار برای این فیلم جمع‌آوری کرد. en:Mike Connors#cite note-FOOTNOTEWeaver200324-16
در سال ۱۹۵۸، کانرز در نقش اصلی اپیزود «سایمون پیت» ظاهر شد، آخرین سریال NBC Western Jefferson Drum با بازی جف ریچاردز به عنوان سردبیر روزنامه مرزی. او در یکی دیگر از سریال‌های وسترن NBC به نام The Californians ظاهر شد. در همان سال، کانرز برای بازی در نقش مایلز بوردن، ستوان فاسد ارتش ایالات متحده که به خاطر دستمزد ماهانه ۵۴ دلاری اش عصبانی بود، در قطار واگن شبکه NBC در قسمت «داستان دورا گری» با لیندا دارنل در نقش اصلی انتخاب شد. تقریباً در این زمان، او همچنین در یکی از قسمت‌های سریال وسترن ان‌بی‌سی Cimarron City ظاهر شد.
سریال‌های سندیکایی دیگری که او در آن ظاهر شد، سرویس خاموش بود که بر اساس داستان‌های واقعی بخش زیردریایی نیروی دریایی ایالات متحده ساخته شد. Sheriff of Cochise، یک سریال وسترن؛ Whirlybirds، سریال ماجراجویی هوانوردی؛ و نجات ۸، بر اساس داستان‌های اداره آتش‌نشانی شهرستان لس آنجلس. اپیزودی از استودیو ۵۷ با بازی کانرز و با عنوان «ماشین گریز» به عنوان آزمایشی برای سریالی در مورد CHP به نام پلیس موتور سیکلت پیشنهاد شد. en:Mike Connors#cite note-Terrace2013-17
کانرز در نقش یک افسر پلیس مخفی که به جنایات سازمان یافته در Tightrope نفوذ کرده بود بازی کرد! (۱۹۵۹–۱۹۶۰). با وجود محبوبیت این سریال، تنها پس از یک فصل لغو شد. کانرز در مصاحبه ای اظهار داشت که حامی اصلی سریال، جی بی ویلیامز، درخواست جیمز اوبری، رئیس CBS را برای انتقال آن به زمان بعدی در روز دیگری رد کرد. اسپانسر Tightrope را رها کرد! و برنامه دیگری را در شبکه ای دیگر تعهد کرد. کانرز همچنین با تغییر پیشنهادی برای اضافه کردن یک نفر که توسط دان سالیوان بازی خواهد شد، موافقت نکرد.[۱۹] او فکر می‌کرد که برنامه عنصر تعلیق را از دست می‌دهد، "چون کل فرضیه این مرد بود، به تنهایی، "روی یک طناب محکم". … وقتی دستیار می‌گیرد، تهدید و خطر را از دست می‌دهد و تمام مقدمات در توالت است». en:Mike Connors#cite note-FOOTNOTEWeaver200330-20
بعداً برای بازی در قسمت "The Aerialist" از مجموعه گلچین، Alcoa Presents: One Step Beyond انتخاب شد. در سال ۱۹۶۳، او در نقش جک مارسون در قسمت "سایه کوگار" در سریال مدرن وسترن NBC, Redigo، با بازی ریچارد ایگان به عنوان میهمان بازی کرد.[۱۴] در سال ۱۹۶۴، کانرز برای ریموند بور در نقش وکیل جو کلی در قسمت پری میسون، "پرونده بوللر قلدر" ظاهر شد. کانرز به‌طور مداوم برای ایفای نقش اصلی در سریال دعوت شد، اما تهیه‌کنندگان در واقع می‌خواستند بر را برای استعفا از قراردادش با سریال تحت فشار قرار دهند.
در سال ۱۹۶۴، کانرز در کمدی جک لمون، همسایه خوب سام ایفای نقش کرد و در فیلم Where Love Has Gone، مرد اصلی سوزان هیوارد و بت دیویس بود. او با رابرت ردفورد در یکی از اولین نقش‌های سینمایی اش، کمدی سیاه جنگ جهانی دوم، موقعیت ناامید… اما نه جدی (۱۹۶۵) همبازی شد، که در آن کانرز و ردفورد نقش سربازان آمریکایی را بازی کردند که توسط یک روستایی آلمانی با بازی الک به اسارت درآمده بودند. گینس کانرز در بازسازی Stagecoach (1966) در نقش کوسه کارتی بازی کرد.
کانرز به شدت در نظر گرفته می‌شد که مت هلم را در فیلم The Silencers (1966) بازی کند، اما این نقش در نهایت به دین مارتین رسید. با این حال، تست بازیگری او کلمبیا پیکچرز را تحت تأثیر قرار داده بود، بنابراین کانرز در عوض در فیلم جعلی جیمز باند، دختران را ببوس و آنها را بمیران (۱۹۶۶) انتخاب شد. کانرز خود بدلکاری آویزان شدن از نردبان طنابی را انجام داد که به هلیکوپتری که از مجسمه مسیح نجات دهنده در ریودوژانیرو پرواز می‌کرد، زمانی که بدلکار محلی از انجام آن امتناع کرد.

## مرگ
کانرز در ۲۶ ژانویه ۲۰۱۷، یک هفته پس از تشخیص سرطان خون، در سن ۹۱ سالگی در تارزانای کالیفرنیا درگذشت.